# Aja (popolo del Sudan)
Gli Aja sono un piccolo gruppo etnico, che vivono nel governatorato del Bahr al-Ghazal Occidentale, dello Stato del Sudan del Sud.  
La maggior parte di essi vive lungo il corso superiore del fiume Sopo.
Secondo ethnologue.com nel 1993 il gruppo contava 200 persone.
Parlano la lingua aja, appartenente alla famiglia linguistica delle lingue nilo-sahariane, e benché essi si considerino di etnia Kresh, la loro lingua non è intellegibile con la lingua gbaya parlata da questi ultimi.